# Gravità zero (romanzo)
Gravità zero è un romanzo di fantascienza della scrittrice statunitense Lois McMaster Bujold. Pubblicato nel 1988, ha vinto il premio Nebula ed è stato finalista del premio Hugo.
È ambientato nello stesso universo immaginario del ciclo dei Vor, ma si situa cronologicamente un paio di secoli prima del resto dei racconti.

## Trama
Il protagonista, Leo Graf, è un ingegnere specializzato in controlli di qualità sulle strutture spaziali, alle dipendenze di una grossa compagnia, la GalacTech. Il suo nuovo incarico consiste in un corso di addestramento presso l'habitat Cay. Niente di nuovo per lui, ma una sorpresa lo attende: i suoi studenti non sono dei "normali" esseri umani, sono il risultato di uno dei primi esperimenti di ingegneria genetica applicata all'uomo, i Quad. Pensati per eseguire lavori in condizioni di assenza di gravità la loro principale peculiarità è l'essere dotati di quattro braccia.
Poco dopo l'arrivo di Leo sulla stazione, giunge la notizia che Colonia Beta ha realizzato un sistema per generare artificialmente un campo di gravità. I Quad diventano così obsoleti prima di essere "immessi sul mercato". E la GalacTech si appresta a chiudere il progetto e ad eliminare le scorte del "prodotto". Ma Leo non può sopportare che degli esseri umani vengano gestiti come un prodotto e organizza la fuga di tutti i Quad trasformando, con il loro aiuto, l'habitat in un'astronave.

## Altri riferimenti ai Quad
Una Quad compare anche nel racconto Il labirinto (Labyrinth).
Il romanzo Immunità diplomatica (Diplomatic immunity: a comedy of terrors) è ambientato nello spazio Quad.

## Edizioni
- Lois McMaster Bujold, Falling free, Baen books, 1988.
- Lois McMaster Bujold, Gravità zero, traduzione di Maria Cristina Pietri, collana Cosmo Argento n° 208, Editrice Nord, 1990,  p. 245, ISBN 88-429-0210-1.
- Lois McMaster Bujold, Gravità zero, traduzione di Maria Cristina Pietri, collana Cosmo Oro n° 182, Editrice Nord, 2000,  p. 245, ISBN 88-429-1124-0.

- Lois McMaster Bujold, Traduzione di: (ignoto), Gravità zero, Urania Collezione n° 194, Arnoldo Mondadori Editore, marzo 2019,  p. 248.